# Saemundssonia
Genre
Saemundssonia est un genre de poux de la famille des Philopteridae. Ces poux parasitent les oiseaux aquatiques, et plus particulièrement des membres de l'ordre des  Charadriiformes, mais on les trouve également chez les Anseriformes, les Gruiformes, les Pelecaniformes et les Procellariiformes. Les membres de ce genre ont une large tête triangulaire. Le genre compte une centaine d'espèces.